# Pristimantis koehleri
Pristimantis koehleri é uma espécie de anfíbio caudado da família Strabomantidae. Está presente na Bolívia. A UICN classificou-a como pouco preocupante.